# David Hurst
David Hurst (* 8. Mai 1926 in Berlin; eigentlich Heinrich Theodor Hirsch; † 15. September 2019 in Berlin) war ein deutsch-amerikanischer Schauspieler.

## Leben

### Deutschland
Hurst entstammt einer Theaterfamilie, sein Vater war Mitarbeiter von Max Reinhardt am Deutschen Theater in Berlin. Die Kindheit verlebte er im Kreise der Familie sowohl in Berlin (Regensburger Straße), als danach auch in Wien. In Berlin und nach der Annexion Österreichs auch in Wien erlebte er wegen seiner jüdischen Herkunft antisemitische wie nationalsozialistische Anwürfe. 1939 musste er auf Grund der NS-Herrschaft seine Eltern in Wien verlassen. Das in Berlin verbliebene Wohnhaus war „arisiert“ worden. Nach den Pogromen in der Kristallnacht finanzierten britische Juden die Kosten für eine Aufnahme und Rettung der bedrohten jüdischen Kinder aus Deutschland und Österreich. Hurst kam mit 13 Jahren im Juli 1939 mit einem Kindertransport in Begleitung seines älteren Bruders Friedel nach Großbritannien in Sicherheit und gelangte nach Nord-Irland. Seine Eltern hat er nie wieder gesehen, sie wurden als Juden in den Vernichtungslagern Theresienstadt und Auschwitz ermordet. Weitere Verwandte wurden im KZ Buchenwald getötet.

### Großbritannien
Seine weitere Kindheit verbrachte er auf einem Landgut in Nordirland in der Obhut mit anderen Teilnehmern des Kindertransportes. Bereits im Familienkreis war er mit der Schauspielerei in Kontakt. So hatte sein Bruder Szenen geschrieben und Davids Aufgabe war es diese „spielerisch“ darzustellen. In Nordirland erhielt er die Möglichkeit, sich mit darstellender Kunst und dem künstlerischen Zeichnen zu beschäftigen. Seine erste Bühnenerfahrung machte er in einem Repertoiretheater in Belfast. Sein deutscher Name Heinrich Hirsch ist für Englischsprechende schwierig und war in der neuen Heimat ungewohnt. Er legte sich als Vornamen den an das Jüdische angelehnten ‚David‘ und als Familiennamen den ähnlich klingenden und im Englischen häufigen Namen ‚Hurst‘ zu. Im weiteren Leben wurde ‚Hirsch‘ für ihn zum Künstlernamen.
Während des Zweiten Weltkrieges trat er mit Erreichen der Wehrfähigkeit den „Irish Fusiliers“ bei, bei denen sich Iren als Freiwillige für den Kampfeinsatz gemeldet hatten. Als deutscher Emigrant und angehender Schauspieler wurde er in der ENSA eingesetzt und war bis in die Nachkriegszeit als Conférencier und „Entertainer“ in der Truppenbetreuung der britischen Streitkräfte tätig. So kam er durch Veranstaltungsreihen in britischen Militärkontingenten in ganz Europa herum und war bis 1947 in Hamburg im Einsatz. Bei diesen Auftritten war besonders sein komisches Talent gefordert und er konnte diese künstlerische Seite entwickeln. 1949 wurde er aus dem Militärdienst ausgemustert. Bis 1954 lebte er vorwiegend in London und war als Schauspieler auf verschiedenen Bühnen des Landes tätig.
1948 hatte er sein erstes Engagement im Londoner West Endtheater als Wolfgang Winkel im Theaterstück A Perfect Woman. Als „perfekte Frau“ sollte ein Roboter entwickelt werden, aber die Konstrukteurin gibt sich als Roboter aus. Das Theaterstück wurde 1949 mit Hurst als Wolfgang Winkel verfilmt (gemeinsam mit Patricia Roc) und damit beginnt seine Filmlaufbahn, der deutsche Titel ist „Geliebte nach Maß“. Ein Film der 50 Jahre später auf DVD als „außerordentlich sexistisch“ angeboten wird.
1952 spielte Hurst eine Filmrolle in Venedig, das noch weitestgehend touristenfrei war. Anfang der 1950er Jahre wurde er für Rollen in Kinofilmen in die Vereinigten Staaten verpflichtet. In London spielte er weiterhin klassische und moderne Theaterrollen.

### Vereinigte Staaten von Amerika
1954 übersiedelte er auf Grund der künstlerischen Möglichkeiten und der Nachfrage in die USA. In der neuen Wahlheimat spielte er On-Broadway, aber auch in kleineren Off-Broadway-Bühnen. Er lernte die andere Kunstmentalität der Amerikaner kennen. Klassische Theaterrollen werden auf gute zeitliche Handhabung gekürzt. Die Wirtschaftlichkeit steht im Vordergrund, das heißt jeden Abend auf der Bühne. Nach dem unerwarteten Tod des Regisseurs musste Hurst auch schon mal kurzfristig die Regie selbst übernehmen. In wechselnden Engagements spielte er an verschiedenen Theatern USA-weit, führte mitunter selbst Regie. Provinzbühnen gehörten zum Repertoire.
Als Filmschauspieler besetzte er etwa zwanzig Hauptrollen in Kino- und Fernsehfilmen. Er spielt im dramatischen Fach, als Liebhaber, aber auch in komischen Rollen. 1959 erhielt er den Clarence Derwent Award als erfolgversprechendster Broadway-Schauspieler in der Rolle als Polizeiinspektor in „Look After Lulu“. 1964 wurde er von der New Yorker Zeitung „The Village Voice“ mit dem Theaterpreis Obie Award für seine herausragende Leistung im Off-Broadway-Stück A Month in the Country geehrt. Diese Auszeichnung ist begehrt und ehrenvoll.
Nebenbei war er in Yale, an der Boston University, an der Carnegie Mellon und weiteren Hochschulen als Schauspiellehrer tätig. Während seiner Drehtage kam er mit bekannten amerikanischen Stars zusammen, unter anderem mit Barbra Streisand und Walter Matthau bei Hello Dolly. Mit Maria Schell spielte er 1952 im Liebesfilm „Wenn das Herz spricht“ gemeinsam.
Er lebte zwar die meiste Zeit in Kalifornien, doch seine schauspielerische Tätigkeit führte ihn auch an die Orte der Engagements und er war auf Tourneen unterwegs, so dass er große Teile des weiten Landes kennenlernte. Mit der Zunahme der Fernsehsender und des TV-Publikums wurden immer mehr amerikanische Fernsehserien gedreht und neben Bühnenauftritten in dramatischen und komischen Rollen spielte er in zahlreichen Episodenhauptrollen. Durch US-Serien kam er auch auf deutsche Bildschirme. So war er Ende der 1960er als Botschafter Hodin in Star Trek zu sehen. In vorwiegend englischsprachigen Rollen blieb er seiner Heimatsprache aus der Kindheit treu und spielte oft in Filmen die Rolle von Deutschen. So wurde er trotz seiner jüdischen Abstammung z. B. auch für die Rolle eines faschistischen Offiziers eingesetzt, etwa im englisch-amerikanischen utopischen Kinofilm „The Boys From Brazil“. Die Rolle seines Judentums empfindet er als liberal. In „Skokie“ wird die wahre Geschichte einer neofaschistischen Episode in Illinois um einen ehemaligen jüdischen KZ-Häftling in einer szenischen Dokumentation erzählt.
Der Bühne blieb er aber immer treu, so spielte er die Hauptrolle in König Lear und Rollen in Goethe-Dramen. 1984 bis 1987 lebte und lehrte er in Ohio, dabei war er an mehreren Bühnen und Tourneen engagiert. Nach seinen Jahren in den USA kehrte er 1990 nach Europa zurück, er zog zunächst nach Wien.

### Rückkehr nach Deutschland
In den 1980er Jahren war er für deutsch-US-amerikanische Gemeinschaftsproduktionen engagiert und kam dabei als Schauspieler wieder nach Deutschland, jedoch auch Wien war ein vorgesehener Spiel- und Aufenthaltsort. Er spielte am Residenztheater in München. Bei Besuchen seines Halbbruders Wolfgang Heinz fasste er den Entschluss, nach Berlin zu übersiedeln. Als er 1987 in seine Heimatstadt Berlin zurückkehren wollte, wurde ihm als US-Amerikaner die Übersiedlung nach Ostberlin von den DDR-Behörden zunächst verwehrt. So folgte er nach Aufenthalten in Süddeutschland 1991 dem Ruf von George Tabori nach Wien und spielte am Wiener Burgtheater unter Tabori.
Mit dem Wechsel von Tabori nach Berlin kehrte Hurst 2000 schließlich in seine Geburtsstadt zurück und zog zunächst nach Prenzlauer Berg. Die Bühnentätigkeit nahm er in Berlin aber aus gesundheitlichen Gründen nicht wieder auf.
Hurst war dreimal verheiratet und hat mehrere Kinder und Enkel. Diese leben in seinen vormaligen Aufenthaltsländern Italien, Großbritannien (England) und in den USA (Florida). Er verstarb am 15. September 2019 im Alter von 93 Jahren in Berlin an den Folgen eines Schlaganfalls und einer Lungenentzündung.

## On-/Off-Broadway (Auswahl)
| Theaterstück                           | Rolle/Figur               | Theater                | Spielzeit                                                                          |
| -------------------------------------- | ------------------------- | ---------------------- | ---------------------------------------------------------------------------------- |
| Die getreuen Brüder von der Pittstraße | Joseph Knaitsch           | Orpheum Theatre        | 5. November 1988 – 20. November 1988, 20 Vorstellungen                             |
| Dracula (Drama)                        | Abraham Van Helsing       | OnBroadway             | 20. Oktober 1977 – 6. Januar 1980                                                  |
| Imperator Henry IV                     | Dr. Dionysius Genoni      | OnBroadway             | 28. Mai 1973 – 28. April 1973                                                      |
| Electra                                | ein Erzieher              | Delacorte Theatre      | 5. August 1964 – 29. August 1964, 22 Vorstellungen (New York Shakespeare Festival) |
| A Month in the Country                 | Ignaty Ilyitch Shpigelsky | Maidman Playhouse      | 1963–1964, 48 Aufführungen                                                         |
| Camelot                                | Merlyn                    | OnBroadway             | 3. Dezember 1960 – 5. Januar 1963                                                  |
| The Lunatic View (Der Wahnsinnige)     | Ein junger Mann           | Lucille Lortel Theatre | November 1962 (Matinee)                                                            |
| Unterm Maulbeerfeigenbaum              | Der Wissenschaftler       | Cricket Theatre        | 7. März 1960 – 10. April 1960, 41 Vorstellungen                                    |
| Look After Lulu (Komödie)              | Polizeiinspektor          | OnBroadway             | 3. März 1959 – 4. April 1959                                                       |
| Ein Sommernachtstraum (Komödie)        | im Ensemble               | OnBroadway             | 21. September 1954 – 17. Oktober 1954                                              |

## Filmografie
| Film-/Serientitel                                        | Rolle/Figur                                             | Aufnahmejahr | Kategorie der Aufnahme                                        |
| -------------------------------------------------------- | ------------------------------------------------------- | ------------ | ------------------------------------------------------------- |
| The Perfect Woman (Geliebte nach Maß)                    | Wolfgang Winkel                                         | 1949         | Literaturverfilmung                                           |
| Tony Draws a Horse                                       | Ivan                                                    | 1950         | Filmsatire über Freudianismus                                 |
| The Smart Aleck                                          | Poppi                                                   | 1951         | Kinofilm                                                      |
| Top Secret (Die Verblendeten)                            | Professor Deutsch                                       | 1952         | Filmdrama                                                     |
| Venetian Bird                                            | Minelli                                                 | 1952         | Kinofilm                                                      |
| Mother Riley Meets the Vampire                           | Mugsy                                                   | 1952         | Kinofilm                                                      |
| So Little Time (Wenn das Herz spricht)                   | Blumel/Baumann                                          | 1952         | Liebesfilm                                                    |
| Always a Bride                                           | Beckstein                                               | 1953         | Kinofilm                                                      |
| Rough Shoot (Schuss im Dunkel)                           | Lex                                                     | 1953         | Kinofilm                                                      |
| Mad About Men                                            | Signor Mantalini                                        | 1954         | Kinofilm                                                      |
| River Beat Die Jagd begann im Hafen                      | Paddy McClure                                           | 1954         | Polizeifilm                                                   |
| Look Up and Live                                         |                                                         | 1954         | Zwei Episodenhauptrollen                                      |
| One Good Turn (Verliebt, verrückt und nicht verheiratet) | Professor Dofee                                         | 1954         | Liebesfilm                                                    |
| All for Mary (Aber lieb sind sie doch)                   | Mr. Victor                                              | 1955         | Kinofilm                                                      |
| As Long as They’re Happy (Existentialisten)              | Dr. Hermann Schneider / Dr. Ferenczy                    | 1955         | Kinofilm                                                      |
| The Adventures of Aggie                                  | Lazareff                                                | 1956         | Episode Snap Judgment                                         |
| Armstrong Circle Theatre                                 | Regierungsoffizieller                                   | 1957         | Episode The Shepherd of Paris                                 |
| After the Ball                                           | Perelli                                                 | 1957         | Film                                                          |
| Kraft Television Theatre                                 |                                                         | 1958         | Episode Riddle of a Lady                                      |
| The DuPont Show of the Month                             | Mr. Stryver                                             | 1958         | Episode A Tale of Two Cities                                  |
| Dow Hour of Great Mysteries                              | Der Baron                                               | 1960         | Episode The Dachet Diamonds                                   |
| Play of the Week                                         | Propagandist                                            | 1960         | Episoden Tiger at the Gates / The Emperor’s Clothes           |
| Car 54, Where Are You? (Wagen 54, bitte melden)          | Robin Stuart, Stückeschreiber                           | 1962         | Episode That’s Show Business                                  |
| The Defenders (Preston & Preston)                        | Dr. Schaeffer                                           | 1964         | Episode Drink Like a Lady                                     |
| The Confession (Heirate mich, Gauner)                    | Gustave                                                 | 1964         | Fernsehfilm                                                   |
| The Patty Duke Show                                      | Dennis LaTouche                                         | 1965         | Episode It Takes a Heap of Livin’                             |
| The Man from U.N.C.L.E. (Solo für O.N.K.E.L.)            | Dr. Jan Vanovech                                        | 1965/1968    | Mehrere Episoden                                              |
| The Girl from U.N.C.L.E.                                 | Matthew Brecker                                         | 1966         | Episode The Mata Hari Affair                                  |
| Hawk                                                     | Louis Anselmi                                           | 1966         | Episode The Longleat Chronicles                               |
| Mannix                                                   | Vladek                                                  | 1967         | Episode The Many Deaths of Saint Christopher                  |
| Hallmark Hall of Fame                                    | Petrovini                                               | 1967         | Episode Anastasia                                             |
| Mission: Impossible (Kobra, übernehmen Sie)              | Dr. Oswald Beck / Victor Grigov                         | 1967 / 1969  | TV-Kriminalserie in mehreren Episoden                         |
| Run for Your Life (Wettlauf mit dem Tod)                 | Heinrich Kleist                                         | 1968         | Episode The Exchange                                          |
| The Monkees (Monkees Race Again)                         | Der Baron                                               | 1968         | Science-Fiction-Serie                                         |
| It Takes a Thief (Ihr Auftritt, Al Mundy!)               | Captain Kovich                                          | 1968         | Episode When Boy Meets Girl                                   |
| To Die in Paris                                          | Pirot                                                   | 1968         | Fernsehfilm                                                   |
| How to Steal the World (Wie stehle ich die Welt?)        | Dr. Jan Vanovech                                        | 1968         | Actionkomödie nach der TV-Serie Man of U.N.C.L.E.             |
| The Flying Nun                                           | Benito Gomez / Gus Mendoza (Onkel der Sixto-Schwestern) | 1968/1969    | Episoden A Fish Story und The Lottery                         |
| Hello, Dolly!                                            | Rudolph Reisenweber                                     | 1968         | Kinofilm                                                      |
| The Maltese Bippy                                        | Dr. Charles Strauss                                     | 1969         | Kinofilm                                                      |
| Star Trek – Raumschiff Enterprise                        | Ratsvorsitzender Hodin                                  | 1969         | Episode 72 The Mark of Gideon (Fast unsterblich)              |
| F.B.I.                                                   | Alex Keeler                                             | 1970         | Episode The Traitor                                           |
| Kelly’s Heroes (Stoßtrupp Gold)                          | Colonel Dunkhepf                                        | 1970         | Fernsehfilm (Jugoslawien)                                     |
| The Mod Squad (Twen-Police)                              |                                                         | 1970         | Episode The Exile                                             |
| NET Playhouse                                            | Chanute                                                 | 1971         | Episode The Wright Brothers                                   |
| Dark Shadows                                             | Justin Collins                                          | 1971         | Drei Episoden der ersten Staffel                              |
| Paradise Lost                                            | Schnable                                                | 1974         | Fernsehfilm                                                   |
| Serpico                                                  | Ducek                                                   | 1976         | Episode aus The Indian; Synchronfassung Wer ist der Indianer? |
| Insight                                                  |                                                         | 1977         | Episode                                                       |
| McCloud (Ein Sheriff in New York)                        | Hauptmann Andrei Krasnavian                             | 1977         | Episode The Moscow Connection                                 |
| Quincy M.E. (Quincey)                                    | Dr. Fred Webber                                         | 1978         | Episode Dead and Alive                                        |
| The Boys from Brazil (Geheimakte Viertes Reich)          | Strasser                                                | 1978         | Actionfilm                                                    |
| Child of Glass (Gläserne Puppe)                          | Jacques Dumaine                                         | 1978         | Fernsehfilm                                                   |
| Nero Wolfe                                               | Fritz Brenner                                           | 1979         | Fernsehfilm                                                   |
| Eight Is Enough                                          |                                                         | 1979         | Episode The Hipbone’s Connected to the Thighbone              |
| Charlie’s Angels (Drei Engel für Charly)                 | Stovich                                                 | 1980         | Episode Arnsteins Wunder                                      |
| Kreuz der Gewalt (Skokie)                                | Sol Goldstein                                           | 1981         | Fernsehfilm                                                   |
| The Handmaid's Tale (Geschichte der Dienerin)            | Der Onkel                                               | 1989         | Science-Fiction-Film                                          |
| Hey, hey we're the Monkeys                               | Baron von Klutz                                         | 1997         |                                                               |
| The Boy Who Had Everything                               | College Runner                                          | 1984         | Kinodrama                                                     |
| Leo Tolstoy: God Sees the Truth but Waits                |                                                         | 1999         | Filmerzählung                                                 |